# Ń
Ń, ń — літера, утворена шляхом постановки акута над літерою N. Використовується білоруським і українським латинським алфавітом; алфавітом польської, кашубської, вимисорської та лужицької мов; і романізація кхмерської мови, вона представляє /ɲ/ , що те саме, що чеська та словацька ň, сербохорватська та албанська nj, іспанська та галицька ñ, італійська та французька gn, угорська та каталонська ny та португальська nh. На йорубі він представляє складове /n/ з високим тоном і часто пов'язує займенник з дієсловом: наприклад, при використанні займенника для «я» з дієсловом для «їсти», отриманий вираз mo ń jeun.

## Використання

### Польська
У польській мові воно з’являється безпосередньо після ⟨n⟩   в алфавіті, але жодне польське слово не починається на цю букву, оскільки воно не може стояти перед голосним (буква може стояти лише перед приголосним або в кінці слова). У першому випадку Диграф ⟨ni⟩   використовується для позначення /ɲ/. Якщо після голосного є /i/, з’являється лише один ⟨i⟩.

#### Приклади
- kwiecieńⓘ (April)
- hańba (disgrace)
- niebo (sky, heaven)
- jedzenie (food)
- dłoń (hand)
- słońce (sun)

### Кантонська
Вона використовується в Єльській романізації кантонської мови, коли носовий склад /ŋ̩/ має висхідний тон.

### Луле Самі
Традиційно ⟨Ń⟩ використовувався в луле саамів для позначення /ŋ/. Однак у сучасній ортографії, як-от вивіски шведським урядом ⟨Ŋ⟩ -самі, замість цього використовується.

### Казахська
У казахській мові було запропоновано в 2018 році замінити кирилицю Ң на цю латинську абетку і представляє /ŋ/. Пропозиція заміни була змінена на Ŋ у 2019 році; а в 2021 році було запропоновано замінити на Ñ.

## Використання
Символи HTML і номери кодових точок Unicode:
- Ń: & #323; або & #x143; – U+0143
- ń: & #324; або & #x144; – U+0144